# Marketa Lazarová
Marketa Lazarová è un film del 1967, diretto da František Vláčil, basato sul romanzo Il cavalier bandito e la sposa del cielo (Markéta Lazarová) di Vladislav Vančura. È stato votato miglior film ceco di tutti i tempi da un pool di critici cinematografici ed esperti nel 1998.

## Personaggi
- Kozlík: capo di una banda di briganti costituita dai propri figli, di stanza a Roháček. È il rivale di Lazar. Il suo clan si scontra con l'esercito reale.[2]
- Mikoláš: secondogenito di Kozlík e protagonista del film.[3][4][5] È considerato il successore di Kozlík. Rapisce Marketa e la violenta, ma alla fine si sposa con lei prima di morire.
- Adam "con un braccio solo": figlio di Kozlík, inizialmente in una relazione amorosa con la sorella Alexandra. Ha perso un braccio, amputatogli dal padre dopo la sua scoperta della relazione incestuosa, e conseguentemente è stato bandito. Rimane offeso quando Alexandra ricambia l'amore di Kristián, un prigioniero della famiglia.
- Alexandra: figlia di Kozlík, in una relazione incestuosa col fratello Adam: quando il padre scopre il fatto, la punisce costringendola a guardare Adam negli occhi mentre egli gli recide un braccio. Successivamente si innamora di Kristián.[2]
- Lazar: brigante, padre di Marketa e Jakub. Si rifiuta di aiutare Kozlík con il quale è in conflitto, e finisce col cooperare con l'esercito regio. Attacca Mikoláš, colpevole di aver ucciso il figlio disabile Jakub, e per questo viene contrastato da un manipolo di uomini di Kozlík. Lazar non manifesta altrettanta compassione per l'altra sua figlia, Marketa.[2]
- Marketa Lazarová: ingenua figlia di Lazar, e sorella minore di Jakub. Il padre la vuole destinare ad un convento. Ė rapita da Mikoláš e diviene, contro la sua volontà, la sua amante. Più avanti tuttavia si innamora di Mikoláš, e lo sposa.[2]
- Kristián: figlio dell'omonimo nobile sassone, è preso prigioniero dalla banda di Kozlík. Si innamora di Alexandra.[2]
- capitan Pivo: comandante dell'esercito reale mandato contro Kozlík con il compito di liberare Kristián. Più avanti unisce Mikoláš a Marketa in matrimonio.
- Sovička: vicecomandante dell'esercito del re, subordinato a Pivo. Sviluppa sentimento nei confronti di Marketa. Viene ucciso dai figli di Kozlík.[2]
- Bernard: monaco itinerante, col ruolo di testimone degli avvenimenti del film. La sua figura non è presente nel romanzo.[2]
- Jan: primogenito di Kozlík e destinato alla successione paterna. Durante un suo scontro con Lazar viene ucciso da Pivo.

## Tematiche
Il film è ambientato nella Boemia medievale ai tempi in cui il cristianesimo  non aveva ancora soppiantato il paganesimo. Il conflitto fra i due sistemi religiosi, che rispecchia il conflitto fra i clan e l'autorità centrale, è il tema principale. Il clan di Kozlík inclina verso il paganesimo mentre l'esercito reale impersona il cristianesimo e l'autorità. Il clan di Lazar, per quanto nominalmente cristiano, è politicamente neutrale. Kozlík vorrebbe che Lazar lo aiutasse nella sua lotta, ma Lazar rifiuta prendendo le parti della fazione reale, il che porta al rapimento di sua figlia.
Allo stesso modo la storia d'amore fra Markéta and Mikoláš, che inizialmente le usa violenza ma che poi proteggerà ed amerà, simbolizza l'incontro fra la purezza e l'innocenza da una parte, e la violenza mondana dall'altra: il film infatti mette ben in luce la ferocia e l'incontrollabilità di Mikoláš. Questa situazione fa il paio, contrastandola, con la storia d'amore fra Alexandra, la sorella di Mikoláš, e Kristián, coppia nella quale i ruoli sono invertiti. L'amore di Kristián per Alexandra contraddice anche in altro senso quello di Mikoláš per Marketa: Kristián infatti ha delle remore, un'incertezza dovuta alla lealtà verso il padre.
Le scene regie (vedi oltre), che poi non sono state incluse nel film, avrebbero dovuto rappresentare la contrapposizione fra il clan di Kozlík e la famiglia reale, incarnato in una lotta per il possesso e il potere. La bramosia per la corona induce all'odio fra fratelli e fra i figli ed il padre. All'interno di questa logica gioca anche il contrasto fra Mikoláš e Adam, nessuno dei quali è il primogenito, ma che comunque rivaleggiano per rimpiazzare il padre nella conduzione della banda.

## Produzione

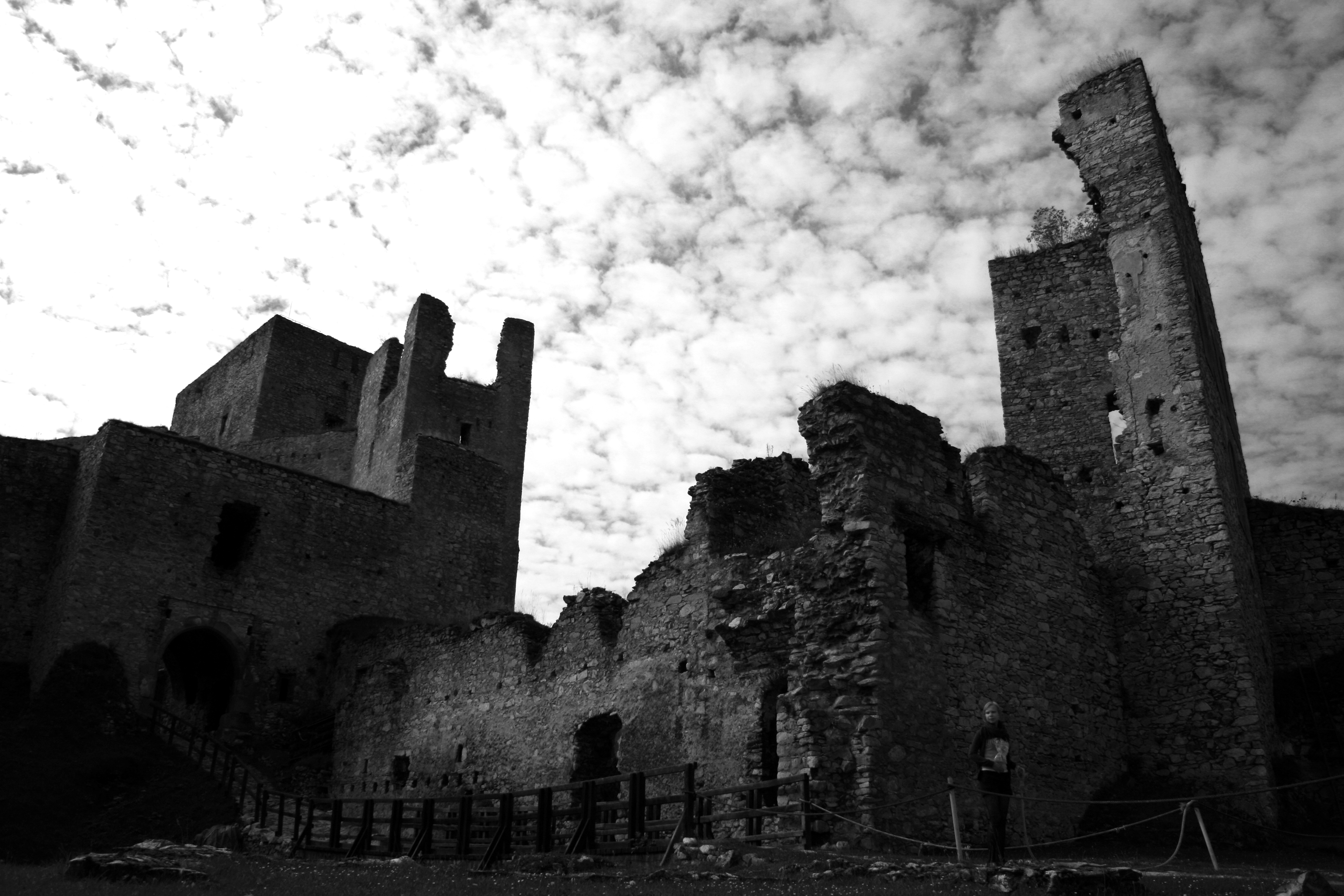
Le rovine del castello di Rabí, a Mladá Boleslav, fatto costruire nel X secolo dal re Boleslao II di Boemia.

Prima ancora di iniziare la produzione del film, František Vláčil e František Pavlíček dovettero tarre una sceneggiatura dal romanzo, operazione che, date le complessità del testo, richiese molto tempo: l'intero lavoro su Marketa Lazarová durò sette anni, tre dei quali occupati dalla produzione vera e propria del film (548 giorni, fra il 1964 e il 1966). Le riprese vennero effettuate in diverse località dell'attuale Repubblica Ceca, quali Lánská obora, Mrtvý luh e il castello di Klokočín, per la maggior parte nei mesi invernali. Altre scene furono filmate in Slovacchia. Il budget era di 7 milioni di corone cecoslovacche, ma alla fine il film ne venne a costare quasi 13. L'elevata spesa per il film fu uno dei motivi per cui Vláčil realizzò Údolí včel ("La valle delle api"), in cui si riciclavano costumi e scenografie già presenti in Marketa Lazarová.

### Le "scene regie"
Il film, originariamente, avrebbe dovuto essere più lungo, in quanto Vláčil intendeva inserirvi le cosiddette "Scene regie" (Královské obrazy), ambientate alla corte reale, con la rappresentazione del re ceco Venceslao I di Boemia ed il suo conflitto col figlio Ottocaro. Queste scene non furono tuttavia mai girate primariamente per ragioni di budget, ed in secondo luogo perché il film sarebbe venuto a durare più di tre ore.
La prima di queste scene avrebbe mostrato il vecchio Kristián recarsi alla corte del re per chiedere aiuto per il proprio figlio, con i nobili presenti che incolpavano il re per la sua passività nella questione. La seconda delle scene reali, ambientata due anni prima degli avvenimenti principali, avrebbe avuto a tema la decisione del principe di detronizzare il padre: il principe avrebbe ricordato della paura che il padre gli aveva suscitato quando, un giorno, di ritorno, ferito, da una caccia, gli si era fatto incontro. In un'altra delle scene, ambientata in un momento di poco successivo agli eventi principali, Kristián padre entra nella corte con Alexandra, che avrebbe dovuto essere punita per l'omicidio di Kristián figlio, e per la quale invece il vecchio intercede. Pivo inizia a ricordare avvenimenti della campagna militare, mentre il re ha uno scambio di opinioni col figlio, che avrebbe voluto detronizzarlo, occasione per esporre diverse concezioni del principato politico.

## Colonna sonora
La musica di Marketa Lazarová, di Zdeněk Liška, basata su composizioni di epoca medievale, contiene diverse citazioni di canti gregoriani ed è intesa a sottolineare il contrasto fra il paganesimo ed il cristianesimo. 
La colonna sonora del film è stata pubblicata nel 1996 da ZÓNA e BONTON Music. Poiché l'unica attestazione superstite della musica era quella incorporata nella pellicola, gli editori dovettero estrapolarla e ricostruirla, senza la possibilità di espungerne i dialoghi. Per l'edizione la colonna sonora è stata segmentata in 17 tracce, intitolate ciascuna secondo il relativo capitolo del film.
Il 9 ottobre 2015 Petr Ostrouch, con il benestare degli eredi Liška, proprietari dei diritti, ha realizzato un concerto con le musiche per Marketa Lazarová, andato in scena a Karlín come parte del Festival musicale internazionale Struny podzimu (Corde d'Autunno) di Praga.

## Differenze fra il film e il romanzo

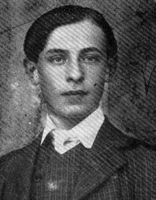
Vladislav Vančura

Marketa Lazarová è basato sul romanzo omonimo (in italiano tradotto col titolo Il cavalier bandito e la sposa del cielo) di Vladislav Vančura. Il film non è un adattamento particolarmente fedele del romanzo, e vi sono molte differenze: ad esempio esso include elementi di Obrazy z dějin národa českého di Vančura, dal quale sono tratti il personaggio del monaco Bernard e le "scene reali".
Nello stesso tempo il romanzo non è particolarmente accurato nel rendere la realtà del tempo in cui è ambientato, cosa a cui il film avrebbe cercato di rimediare nelle "scene regie", dipingendo il XIII secolo di Venceslao I di Boemia.
Un'altra importante differenza dal romanzo risiede nel fatto che nel film la sorte di Alexandra rimane in sospeso: a questo avrebbero, di nuovo, rimediato le "scene regie", mostrando il processo subito dalla donna ed il suo successivo suicidio.

## Distribuzione
Il film è uscito il 24 novembre 1967; si calcola che sia stato visto da 1.300.000 spettatori. Dopo il suo ritiro dalla circolazione nelle sale cinematografiche Marketa Lazarová è stato a lungo inaccessibile. 
Fra le uscite del film di poco successive a quella cecoslovacca si annoverano: Argentina (8 marzo 1968), Finlandia (26 settembre 1979), Stati Uniti (30 agosto 1974, versione di 100 minuti): quest'ultima ebbe reazioni critiche alterne, mutatesi all'unanimità positiva dopo il rilascio dell'edizione restaurata nel 2011); il film è stato distribuito, dopo la prima della versione restaurata avvenuta al Festival internazionale del cinema di Karlovy Vary il 2 luglio 2011, a partire dal 13 ottobre 2011, in più di dieci paesi.
La prima di Karlovy Vary è stata presentata dall'attrice e politica slovacca Magdaléna Vášáryová, che ha espresso soddisfazione nel constatare l'alta presenza di giovani interessati al film.

### Edizioni home video
Il progetto di un'edizione digitale home-video di Marketa Lazarová, caldeggiata da Petr Soukup e Petr Gajdošík fin dal 2005, ed annunciato dalla Bontonfilm nel 2009, non è potuto andare a buon fine per mancanza di fondi. Dopo la digitalizzazione compiuta nel 2011 dallo studio praghese UPP - finanziato, per un costo di 2 milioni di corone cecoslovacche, dal Ministero della Cultura della Repubblica Ceca e dal Festival internazionale del cinema di Karlovy Vary -  si sono succedute l'edizione in DVD, per la Repubblica Ceca, dell'8 dicembre 2011, e quella a distribuzione internazionale del 2012, in DVD e Blu-ray, ad opera della The Criterion Collection.

## Accoglienza
Dopo la prima del 1967, l'incasso lordo per il film ammontava a 5.200.000 corone cecoslovacche.

### Critica
Il film ha ricevuto plausi generalizzati dalla critica cecoslovacca già dal 1967, anno del quale è stato giudicato il miglior film in un sondaggio della rivista Film a doba, nel quale ha ricevuto 344 voti (un numero superiore anche ai film della categoria "film stranieri"), piazzandosi davanti ad altri importanti lavori dell'anno, quali Fuoco ragazza mia! e Le margheritine. Vláčil stesso, tuttavia, si è dimostrato insoddisfatto del suo lavoro, proprio per il mancato inserimento delle "scene reali", che considerava una parte di primaria importanza del film. Il sito Rotten Tomatoes riporta um'apprezzamento del 100% basato su 11 recensioni. Marketa Lazarová ha ottenuto il primo posto anche secondo gli addetti ai lavori della rivista Reflex nel 2007, mentre anche il settimanale ceco Týden ha giudicato il film come il migliore degli anni 1965-67.
Il film è stato riconosciuto come "miglior film ceco di tutti i tempi" da un pool nazionale di critici ed esperti, e uno dei migliori film storici di tutti i tempi. 
L'editore Casablanca di Praga ha pubblicato nel 2009 il libro Marketa Lazarová. Studie a dokumenty, curato da Petr Gajdošík, che raccoglie studi, interviste ed articoli vari sul film.

### Pubblico
Marketa Lazarová ha avuto un grande successo anche di pubblico, con più di un milione di presenze nei cinema cecoslovacchi: oltre al già citato sondaggio della rivista Týden, il film si è piazzato al quinto posto in un analogo sondaggio curato da Media Desk.

## Riconoscimenti
| Data | Evento                                                                          | Categoria                                                    | Candidati                            | Risultato  | Note          |
| ---- | ------------------------------------------------------------------------------- | ------------------------------------------------------------ | ------------------------------------ | ---------- | ------------- |
| 1965 | Concorso a premi per il 20º anniversario della liberazione della Cecoslovacchia | Sceneggiatura                                                | František Vláčil, František Pavlíček | vinto      | [ 25 ]        |
| 1967 | Trilobit Award                                                                  | Miglior regista                                              | František Vláčil                     | vinto      | [ 50 ]        |
| 1967 | Trilobit Award                                                                  | Design Production                                            | Oldřich Okáč                         | vinto      | [ 50 ]        |
| 1967 | V. Concorso per la miglior opera musicale per il film e la televisione          | Premio principale                                            | Zdeněk Liška                         | vinto      | [ 51 ]        |
| 1967 | XVIII. Worker's Film Festival                                                   | Premio Chen della giuria                                     |                                      | vinto      | [ 25 ]        |
| 1967 | XVIII. Worker's Film Festival                                                   | Premio Litvínov della giuria                                 |                                      | vinto      | [ 25 ]        |
| 1967 | XVIII. Worker's Film Festival                                                   | Premio Opava della giuria                                    |                                      | vinto      | [ 25 ]        |
| 1967 | XVIII. Worker's Film Festival                                                   | Premio Pardubice del pubblico                                |                                      | vinto      | [ 25 ]        |
| 1968 | Festival internazionale del cinema di Mar del Plata                             | Miglior film                                                 | František Vláčil                     | nomination |               |
| 1968 | Festival internazionale del cinema di Mar del Plata                             | Piccolo Condor per valori artistici e storici                | František Vláčil                     | vinto      | [ 52 ]        |
| 1968 | Premio del Ministero della Cultura cecoslovacco                                 | Opera artistica inventiva                                    | František Vláčil                     | vinto      | [ 50 ]        |
| 1968 | Premio di Stato cecoslovacco Klement Gottwald                                   | Sceneggiatura e realizzazione                                | František Vláčil, František Pavlíček | vinto      | [ 53 ] [ 54 ] |
| 1968 | Premio finanziario degli studi Barandov, Cecoslovacchia                         | Film di maggior successo                                     | František Vláčil                     | vinto      | [ 25 ]        |
| 1968 | Concorso di musica per film del 1967                                            | Premio principale                                            | Zdeněk Liška                         | vinto      | [ 25 ]        |
| 1968 | Edinburgh International Film Festival                                           | Diploma d'onore                                              |                                      | vinto      | [ 25 ]        |
| 1992 | Festival internazionale del cinema di Karlovy Vary                              | Globo di Cristallo                                           | František Vláčil                     | nomination | [ 36 ] [ 55 ] |
| 1994 | Festival internazionale del cinema di Karlovy Vary                              | Premio della critica per il miglior film ceco mai realizzato |                                      | vinto      | [ 56 ]        |
| 1998 | Critici cechi e slovacchi                                                       | Miglior film cecoslovacco di tutti i tempi                   |                                      | vinto      | [ 25 ]        |

## Altri media
Dal romanzo è stato tratto un lavoro teatrale, ad opera di Věra Mašková, andato in scena in prima al teatro ABC di Praga, il 16 novembre 2013, con Veronika Kubářová nel ruolo di Marketa e Tomáš Novotný come Mikoláš. Tomáš Šťástka, nella sua recensione per iDnes.cz, lodava il lato lirico della materia, pur notando come l'ambiente teatrale potesse non accordarsi in pieno con l'ambientazione medievale.